# کمدی برومانتیک
کمدی برومانتیک (انگلیسی: Bromantic comedy) یک ژانر فیلم کمدی است که قواعد «کمدی رمانتیک» معمولی را اتخاذ می‌کند، اما بر دوستی‌های نزدیک مردان تمرکز دارد.
برومنس، کلمه‌ای است که کلمات برو (bro) و رومنس (romance) را در هم می‌آمیزد، می‌توان به‌عنوان «دوستی برادرانه غیرجنسی نزدیک بین مردان» تعریف کرد. یک کمدی برومانتیک در معکوس کردن قواعد «کمدی رمانتیک» معمولی، طنز می‌یابد. در فیلم باردار، این زن و مرد نیستند که خواص عاشقانه را دارند، بلکه دو مرد هستند. در دوستت دارم، مرد، این مرد و زن (عروس و داماد) داستان نیستند که عاشق هم می‌شوند، از هم جدا می‌شوند و در پایان دوباره عاشقانه به هم می‌پیوندند؛ بلکه دو مرد نقش اول را بر عهده دارند. فیلم‌های کمدی برومانتیک، بیان صمیمیت مردانه را نشان می‌دهند، درحالی‌که با طنز ترس شخصیت‌ها از همجنس‌گرایی را مسخره می‌کنند.